# Louise Mortensen
Louise Mortensen (født 11. december 1979 i Aalborg) er en dansk tidligere håndboldspiller.
Hun har senest spillet for Aalborg DH, og har tidligere spillet for Team Esbjerg. På det danske landshold var hun i januar 2005 med til at spille Danmark til en fjerdeplads, hun var også med til VM i håndbold 2009 hvor Danmark endte på en femteplads. Hun meddelte den 29. december 2009 at hun indstiller karrieren med øjeblikkelig virkning.